# Ambler (Alaska)
Ambler is een plaats (city) in de Amerikaanse staat Alaska, en valt bestuurlijk gezien onder Northwest Arctic Borough.

## Demografie
Bij de volkstelling in 2000 werd het aantal inwoners vastgesteld op 309.
In 2006 is het aantal inwoners door het United States Census Bureau geschat op 323, een stijging van 14 (4,5%).

## Geografie
Volgens het United States Census Bureau beslaat de plaats een oppervlakte van
27,8 km², waarvan 24,5 km² land en 3,3 km² water.

## Plaatsen in de nabije omgeving
De onderstaande figuur toont nabijgelegen plaatsen in een straal van 112 km rond Ambler.